# Barysch (Dorf)
Barysch (ukrainisch Бариш; russisch Барыш, polnisch Barysz) ist ein Dorf in der ukrainischen Oblast Ternopil mit etwa 2500 Einwohnern. Es liegt am gleichnamigen Fluss Barysch, einem 38 km langen, linken Nebenfluss des Dnister.

## Geschichte
Der Ort wurde 1454 zum ersten Mal schriftlich erwähnt, im Jahr 1559 erhielt er das Magdeburger Stadtrecht verliehen und gehörte dann bis 1772 zum Halitscher Land in der Woiwodschaft Ruthenien des Königreichs Polen (bis 1569 der Adelsrepublik Polen-Litauen). Mit den Teilungen Polens fiel der Ort an das österreichische Galizien, hier gehörte der Ort zur Bezirkshauptmannschaft Monasterzyska und später zur Bezirkshauptmannschaft Buczacz.
Im November 1918 war die Stadt, nach dem Zusammenbruch der Donaumonarchie am Ende des Ersten Weltkriegs, kurzzeitig Teil der Westukrainischen Volksrepublik. Im Polnisch-Ukrainischen Krieg besetzte Polen im Juli 1919 auch die letzten Teile der Westukrainischen Volksrepublik. Am 21. November 1919 sprach der Hohe Rat der Pariser Friedenskonferenz für eine Zeitdauer von 25 Jahren (trotz der Proteste aus Polen) Ostgalizien Polen zu.
Nach der Wiedererlangung der polnischen Unabhängigkeit lag der Ort von 1921 bis September 1939 in der Woiwodschaft Tarnopol in der Zweiten Polnischen Republik, wurde im Zweiten Weltkrieg kurzzeitig von der Sowjetunion und dann bis 1944 von Deutschland besetzt. 1941 bekam die Ortschaft schließlich den Stadtstatus verliehen, die große jüdische Gemeinde wurde während des Kriegs nahezu vollständig ausgelöscht.
Nach dem Ende des Krieges wurde der Ort der Sowjetunion zugeschlagen, verlor seine Stadtrechte und kam zur Ukrainischen SSR. Seit dem Zerfall der Sowjetunion gehört er seit 1991 zur unabhängigen Ukraine.
Am 12. Juni 2020 wurde das Dorf ein Teil der Stadtgemeinde Butschatsch im Rajon Butschatsch; bis dahin bildete es die Landratsgemeinde Barysch (Бариська сільська рада/Baryska silska rada) im Westen des Rajons Butschatsch.
Am 17. Juli 2020 wurde der Ort Teil des Rajons Tschortkiw.